# جنبش دستورگرایی
جنبش دستورگرایی یا نهضت قانون‌گرایی جنبشی است در جهت دستیابی به قوانین اساسی شکلی، که به‌ویژه از سدهٔ هجدهم آغاز شد. این جنبش معلول دگرگونی‌های مربوط به انقلاب صنعتی بود. انقلابی که باعث شده بود تمرکز قدرت در جامعهٔ فئودالی جابه‌جا شده در دستان بورژوازی قرار گیرد. در چنین جامعه‌ای روابط و مناسبات اجتماعی خواهان روال تازه‌ای بود تا بتوان جامعه را در قالبی نو اداره کرد. روابط بغرنج و غامض جامعهٔ صنعتی دیگر در حال و هوای گذشته و بر پایهٔ سنت و عرف و احساس شرف قابل نظم و نسق نبود. زمینه‌های فکری جوامع یادشده زیر تأثیر اندیشه‌های نویسندگان و فیلسوفان آمادهٔ پذیرش موازینِ نوشته بود. این جنبش واکنشی علیه نظام عرفی گذشته به شمار می‌رفت زیرا قواعد عرفی نامشخص، ناقص و زیاد بود. همچنین این قواعد قاطعیت و وضوح و روشنی و دمکراسی موازین نوشته را نداشته و از دسترس زمامداران هم خارج نبودند.
از لحاظ بورژوازی سدهٔ هجدهم عرف به تنهایی برای مهار زدن قدرت سیاسی کفایت نمی‌کرد. به ویژه عرفی که در حال و هوای دورهٔ فئودالیته و آریستُکراسی (نجیب‌سالاری) صورت‌بندی شده بود. چنین عرفی طبعاً قادر به خرسند کردن گرایش‌های نوین، آزادی‌خواهی و قانون‌طلبی هم نبود. بدین ترتیب جنبش دستورگرایی در جهت تهیه و تدوین قوانین اساسی نوشته و شکلی روزبه‌روز رواج بیشتری گرفت و به جز اندک کشورهایی که به سنت‌ها و عرف‌های خود پایبند ماندند، جنبش یادشده جنبهٔ تقریباً جهانی به خود گرفت.